# Teyonah Parris
Teyonah Parris (Hopkins, 22 de setembro de 1987) é uma atriz norte-americana. Começou sua carreira em um papel recorrente como Dawn Chambers na série dramática da AMC, Mad Men (2012-15), antes de conseguir seu papel de destaque no filme independente Dear White People (2014). Em 2015, estrelou o drama satírico Chi-Raq, dirigido por Spike Lee. 

## Vida e carreira
Nasceu e foi criada em Hopkins, South Carolina. Ela foi aceita na prestigiosa South Carolina Governor's School for the Arts and Humanities, onde terminou a 11ª e 12ª série, antes de frequentar e se formar na Juilliard School. Fez sua estreia na televisão em 2010, como atriz convidada em The Good Wife. Em 2012, ela foi escalada para um papel recorrente como Dawn Chambers na série dramática AMC, Mad Men. Ela interpretou a primeira grande personagem afro-americana em Mad Men.
Em 2014, teve seu papel de destaque no filme independente Dear White People. Mais tarde naquele ano, começou a estrelar a série de comédia do Starz, Survivor's Remorse. Em 2015, estrelou o drama satírico Chi-Raq, dirigido por Spike Lee. Ela recebeu seu primeiro Prêmio NAACP Image de melhor atriz no cinema por este filme. Ela atuou no papel principal em Where Children Play, dirigido por Leila Djansi, e estrelou, ao lado de David Oyelowo, o filme Five Nights in Maine. Mais tarde, em 2015, ela interpretou a cantora de R&B/Jazz, Miki Howard, no filme biográfico The Miki Howard Story.
Em 2016, foi escalada para o papel principal no drama de época, Buffalo Soldier Girl, sobre uma mulher que, disfarçada de homem, se alistou e lutou na era afro-americana pós-guerra civil como um Buffalo Soldier. Em 2017, ela teve um papel recorrente na série da Fox, Empire – Fama e Poder, interpretando a detetive Pamela Rose. No início de 2018, foi escalada para um papel principal no piloto de drama da CBS, Murder. Também naquele ano, ela co-estrelou Se a Rua Beale Falasse, um drama escrito e dirigido por Barry Jenkins.
Interpreta a versão adulta de Monica Rambeau, do filme Capitã Marvel, do Universo Cinematográfico da Marvel, na nova série do Disney+, WandaVision. Ela vai repetir o papel em The Marvels, programado para ser lançado em novembro de 2023.

## Filmografia

### Cinema
| Ano  | Título                                           | Papel                    | Notas          |
| ---- | ------------------------------------------------ | ------------------------ | -------------- |
| 2010 | How Do You Know                                  | Riva                     |                |
| 2013 | A Picture of You                                 | Mika                     |                |
| 2014 | Dear White People                                | Colandrea 'Coco' Conners |                |
| 2014 | They Came Together                               | Wanda                    |                |
| 2015 | Five Nights in Maine                             | Penelope                 |                |
| 2015 | Chi-Raq                                          | Lysistrata               |                |
| 2015 | Where Children Play                              | Bellissima Mccain        |                |
| 2016 | Love Under New Management: The Miki Howard Story | Miki                     |                |
| 2016 | 90 Days                                          | Jessica                  | Curta-metragem |
| 2018 | If Beale Street Could Talk                       | Ernestine Rivers         |                |
| 2019 | Point Blank                                      | Taryn                    |                |
| 2020 | Charm City Kings                                 | Terri                    |                |
| 2020 | The Photograph                                   | Asia                     |                |
| 2021 | Candyman                                         | Brianna Cartwright       |                |
| 2023 | They Cloned Tyrone                               | Yo-Yo                    |                |
| 2023 | The Marvels                                      | Monica Rambeau           |                |
| 2023 | Dashing Through the Snow                         | Allison Garrick          |                |

### Televisão
| Ano       | Título                         | Papel                      | Notas                                                     |
| --------- | ------------------------------ | -------------------------- | --------------------------------------------------------- |
| 2010      | The Good Wife                  | Melinda Gossett            | Episódio: "Double Jeopardy"                               |
| 2012–2015 | Mad Men                        | Dawn Chambers              | 22 episódios                                              |
| 2013      | CSI: Crime Scene Investigation | Karen Branston             | Episódio: "Take the Money and Run"                        |
| 2014–2017 | Survivor's Remorse             | Missy Vaughn               | 36 episódios                                              |
| 2017      | Empire                         | Pamela Rose                | 6 episódios                                               |
| 2021      | WandaVision                    | Geraldine / Monica Rambeau | 7 episódios                                               |
| 2024      | No Good Deed                   | Carla Owens                | 8 episódios                                               |
| 2024      | What If...?                    | Monica Rambeau             | Episódio: "What If... The Hulk Fought the Mech Avengers?" |